# 第一次巴尔干战争
第一次巴爾幹戰爭（Prvi Balkanski rat）是1912年10月至1913年5月間奧斯曼帝國與巴爾幹同盟（保加利亞、希臘、黑山和塞爾維亞）間的武裝衝突，屬於18到20世紀東方問題的一部分。當時的巴爾幹聯軍擊敗了在兵員數和戰略上都處劣勢的奧斯曼軍隊，而迅速取得戰果。由於這場戰爭，奧斯曼帝國在歐洲剩餘的大部分領地都被聯軍奪取。由之也促成了阿爾巴尼亞的獨立。保加利亞由於不滿在馬其頓所分成的戰利品，轉向攻擊起其他的前同盟國，引致第二次巴爾幹戰爭爆發。

## 战争原因
巴爾幹半島民族繁多，自從鄂圖曼帝國在1389年的科索沃戰役中擊敗巴爾幹聯軍，以武力占领整個巴爾幹半島後，南斯拉夫民族便長期受其統治。18世紀開始，鄂圖曼帝國開始衰落，亦多次與俄羅斯交戰中戰敗。至19世紀初，受鄂圖曼帝國統治多年的塞爾維亞人發動兩次革命成功取得自治，及1830年希臘王国成功脫離奧斯曼帝國取得獨立，都大大鼓舞了南斯拉夫各民族，各族的民族主義者不斷發動武裝起義，力圖擺脫奥斯曼帝國獨立。
至於帝俄也一直為了奪取地中海出海口，多次向鄂圖曼帝國發動戰爭。至1875年，被奧斯曼統治，位於巴爾幹半島中央的波斯尼亞因饑荒發生動亂，不久動亂蔓延至保加利亞，1877年，俄羅斯乘保加利亞動亂再次向奧斯曼帝國開戰，奧斯曼戰敗求和，簽訂《聖斯特凡諾條約》當中獲准塞爾維亞、黑山獨立，羅馬尼亞聯合公國則由瓦拉幾亞及摩爾多瓦合併，另外建立一個大保加利亞公國，但有關安排引起其他列強如英國、奧匈等國不滿。1878年，列強舉行議定巴爾幹秩序的柏林會議，雖塞爾維亞、保加利亞、羅馬尼亞等國的獨立地位獲國際承認，但保加利亞的版圖大大縮小，波斯尼亞則交由奧匈帝國託管，奧斯曼帝國仍維持統治阿爾巴尼亞、科索沃、馬其頓等巴爾幹中部的地區。
1908年，奧斯曼帝國發生青年土耳其黨人革命，奧匈帝國趁機吞併波斯尼亞，奧斯曼帝國無力阻止。奧斯曼帝國在波斯尼亞問題上的軟弱無能，加深巴爾幹各國對奧斯曼的輕視，加上本來一心想併吞波斯尼亞的塞爾維亞，因奧匈併吞波斯尼亞後，改為計劃向南擴展，以圖奪取阿爾巴尼亞的出海通道。加上1912年義土戰爭鄂圖曼帝國又敗於另一位列強義大利王國，各國認為時機成熟，故組成巴爾幹聯盟，向奧斯曼宣戰奪取土耳其在巴爾幹的領土。

## 戰爭爆發

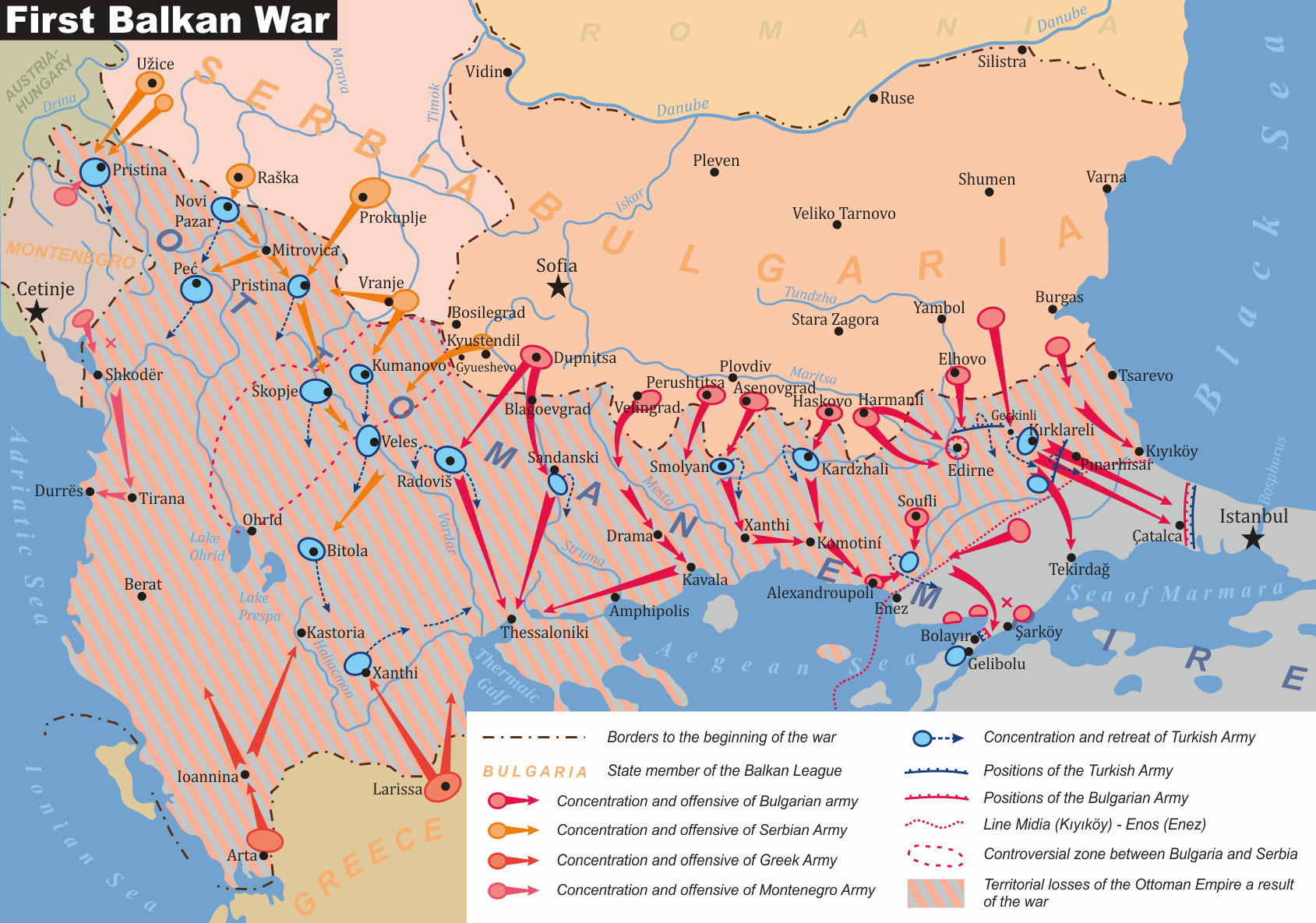
第一次巴尔干战争军事行动

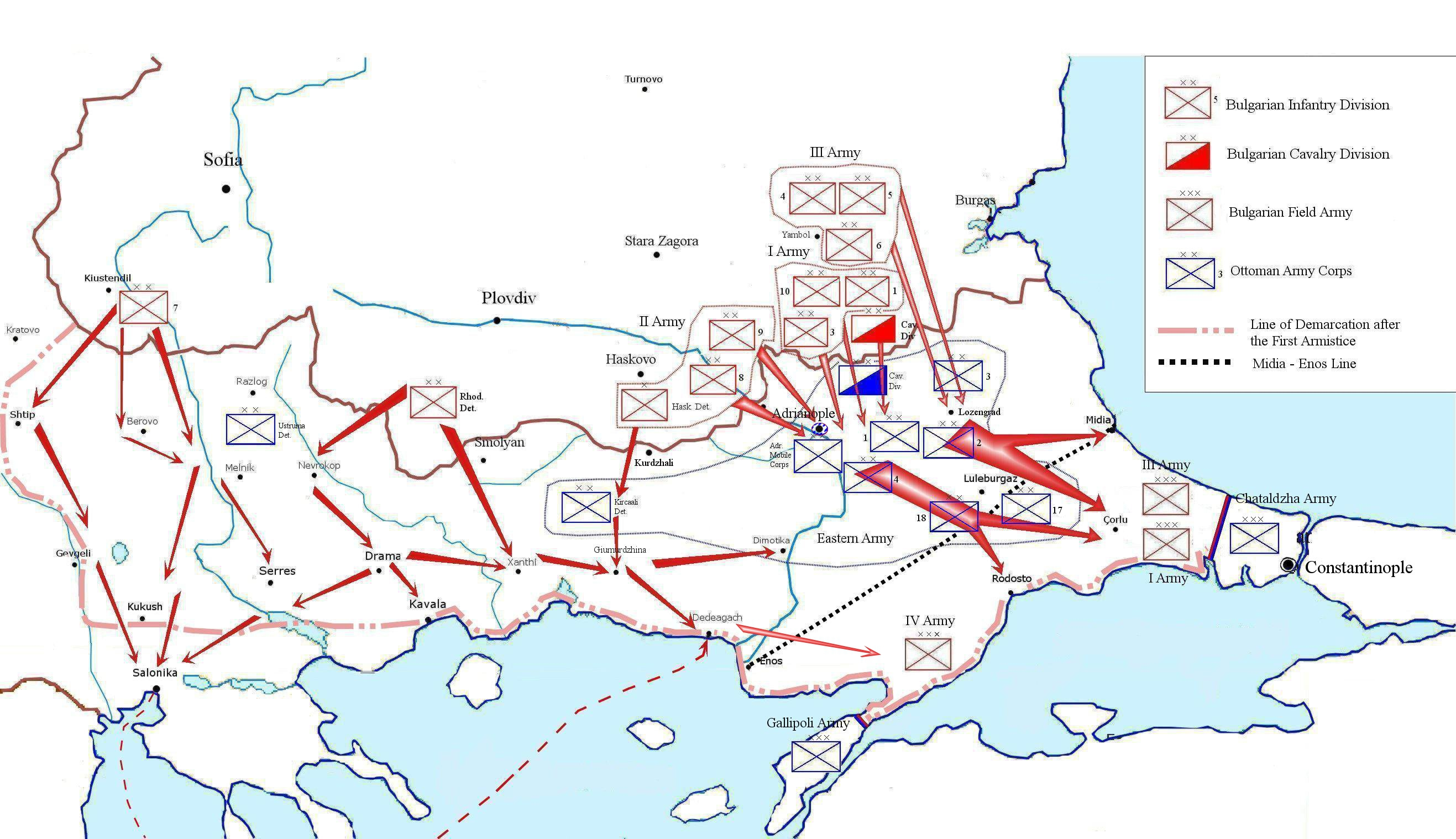
第一次巴尔干战争保加利亚军事行动

在俄羅斯支持下，泛斯拉夫主義成為巴爾幹半島主流思想，巴爾幹半島諸國也積極擴軍及進行外交工作，謀求得到欧洲列強的支持，希望奪取奥斯曼帝国在巴爾幹半島的領土。1912年3月，塞爾維亞和保加利亞結盟，5月，蒙特內哥羅和希臘也參加，巴爾幹同盟成型。
1912年10月8日，蒙特內哥羅向鄂圖曼帝國宣戰，10月14日塞爾維亞、保加利亞、希臘聯合向奥斯曼帝國發出最後通牒，10月17日鄂圖曼帝國向保加利亞和塞爾維亞宣戰，10月18日希臘向鄂圖曼帝國宣戰。結果鄂圖曼帝國被巴爾幹聯盟打敗。

## 結果

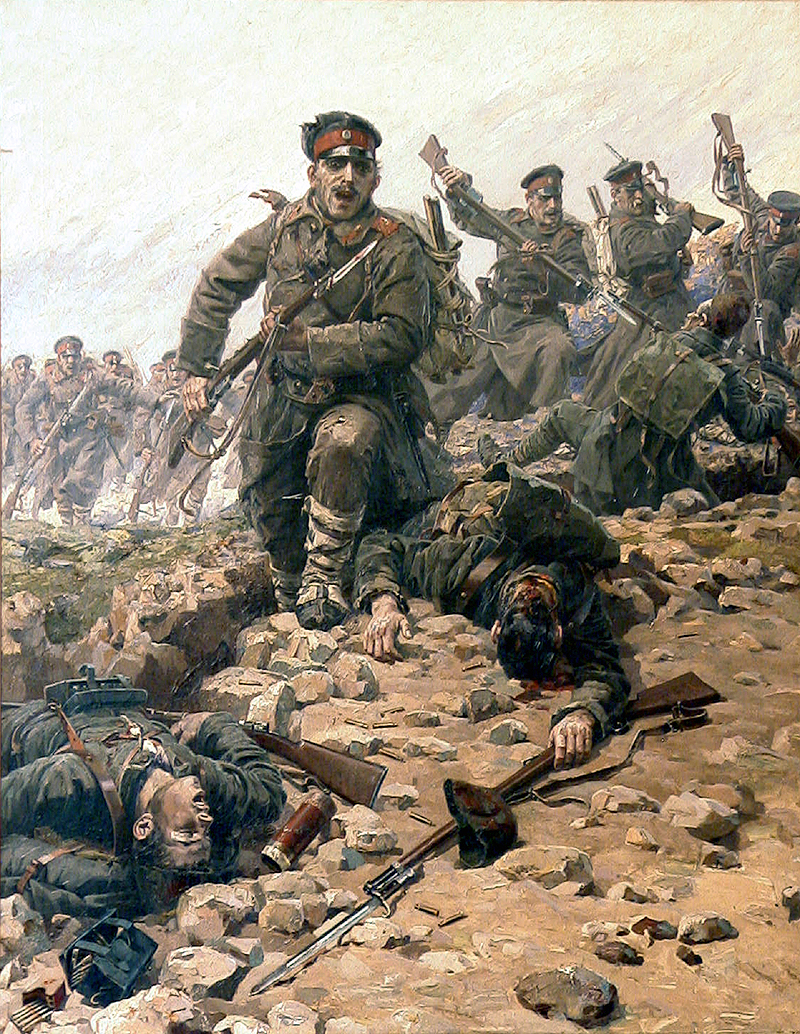
一幅描述保加利亞士兵使用刺刀與鄂圖曼士兵戰鬥的畫, 由捷克畫家Jaroslav Věšín所畫.

由於列強干涉，1913年5月30日雙方在倫敦召開和會，原屬奧斯曼的馬其頓地區被塞爾維亞、保加利亞及希臘瓜分，塞薩洛尼基則被併入希臘，隨後奧匈帝國加入和會。奧匈怕塞爾維亞得到阿爾巴尼亞後得到出海通道，會變得更加強大，以此加強國內波斯尼亞和黑塞哥維那的賽族人以及其他南斯拉夫人的分離主義情緒，因而堅持阿爾巴尼亞必須獨立。奧匈的動議正與塞爾維亞一直希望透過奪取鄂圖曼帝國在歐洲的領土建立一個包含塞爾維亞、蒙特內哥羅、波斯尼亞、黑塞哥維那及阿爾巴尼亞的『大塞爾維亞』夢想違背。此後塞爾維亞國內更加怨恨奧匈，成為奧塞戰爭以至第一次世界大戰的主因。同時，阿爾巴尼亞雖在戰後取得獨立，但有大量阿爾巴尼亞人居住的科索沃在戰後併入塞爾維亞，成為二十世紀末科索沃問題的根源。
另一方面，塞爾維亞和保加利亞就馬其頓地區的統治權產生分歧，6月第二次巴爾幹戰爭爆發，巴爾幹同盟結束。

## 新武器

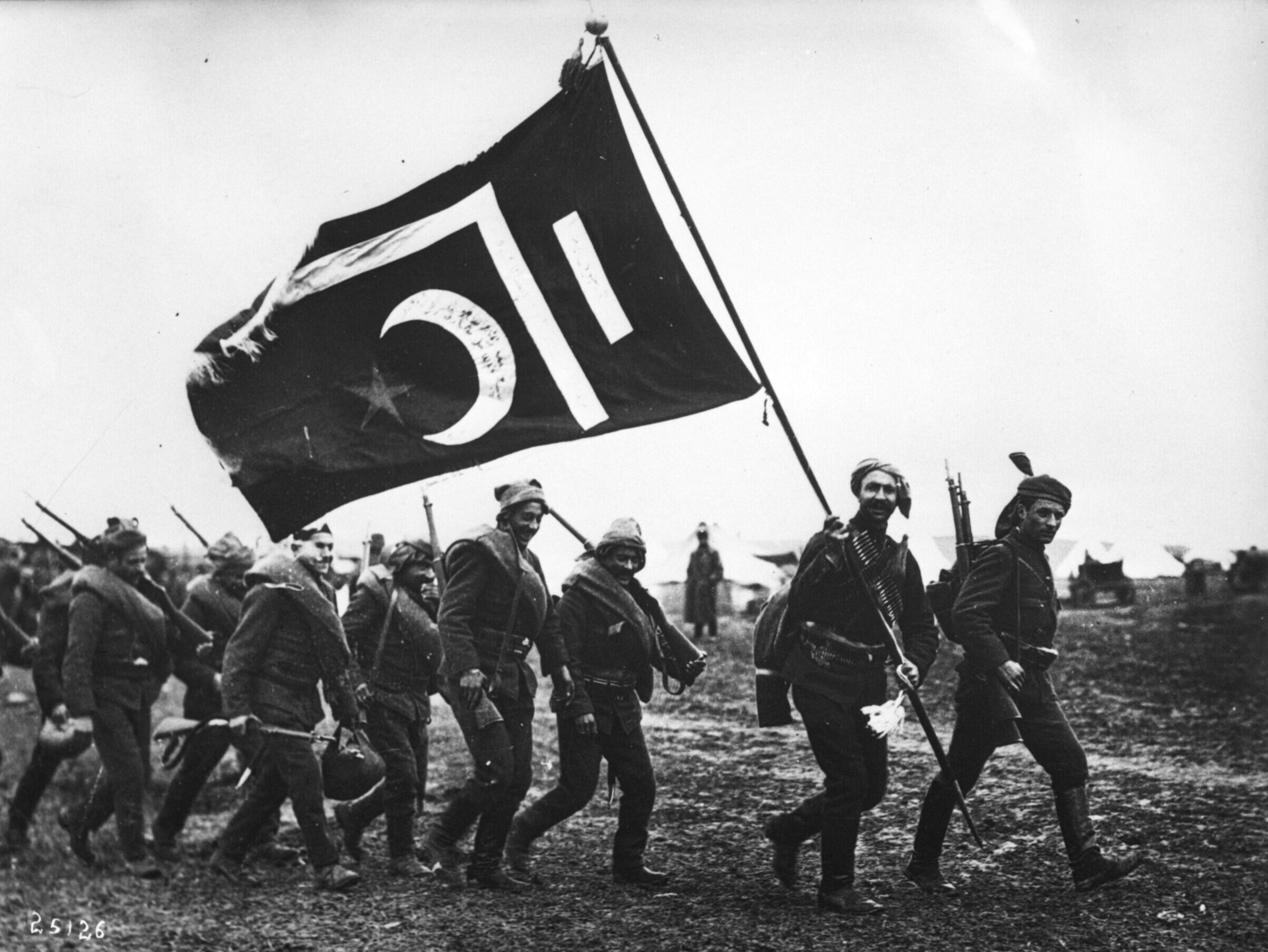
第一次巴爾幹戰爭的奧斯曼軍隊

塞爾維亞在巴爾幹戰場率先使用了機關槍。